# Poslanec
Poslanec (v přechýlené podobě pak poslankyně) je člen poslanecké sněmovny parlamentu zvolený oprávněnými voliči. Poslanec je vykonavatelem mandátu a obvykle užívá imunity a indemnity. Konkrétní postavení poslance je upraveno ústavou příslušného státu.

## Poslanci v České republice

### Zisk mandátu
V České republice jsou poslanci voleni do dolní komory parlamentu, která se nazývá Poslanecká sněmovna a je do ní voleno celkem 200 poslanců. Do horní komory, Senátu, jsou voleni senátoři. Poslanec musí být českým státním občanem a musí být starší 21 let. Svůj mandát získává zvolením. Ačkoli může být zvolen jen na kandidátní listině nějaké politické strany nebo politického hnutí, je jeho mandát volný, není tedy vázán žádnými příkazy, což se odráží i ve slibu, který skládá na první schůzi sněmovny. Ten zní: „Slibuji věrnost České republice. Slibuji, že budu zachovávat její Ústavu a zákony. Slibuji na svou čest, že svůj mandát budu vykonávat v zájmu všeho lidu a podle svého nejlepšího vědomí a svědomí.“

### Výkon funkce
S funkcí poslance je neslučitelná funkce senátora, prezidenta republiky a soudce. Poslanec tedy může být např. členem vlády, v takovém případě však nemůže být členem vedení Poslanecké sněmovny, ani jejích výborů či komisí. Čeští poslanci mají širokou indemnitu, když je nelze vůbec postihnout za hlasování a za projevy učiněné ve sněmovně pouze disciplinárně. Stejně tak oplývají poměrně značnou imunitou, protože Poslanecká sněmovna vždy rozhoduje o tom, zda bude určitý poslanec zadržen a trestně stíhán, nebo také o tom, zda bude řešit jeho přestupkovou odpovědnost sama. Každý poslanec má zákonodárnou iniciativu, návrh na přijetí nového zákona nebo návrh na změnu stávajícího tedy může podat sám, a právo interpelace vůči členům vlády, kteří mají povinnost mu ve věcech své působnosti odpovědět.

### Plat a další nároky
Platové poměry poslance a jeho další nároky stanoví zákon č. 236/1995 Sb., o platu a dalších náležitostech spojených s výkonem funkce představitelů státní moci a některých státních orgánů a soudců a poslanců Evropského parlamentu. Jím stanovená pravidla platí též pro senátory. Plat se určuje jako součin platové základny a platového koeficientu. Platová základna se v průběhu času měnila, původně činila 2,75násobek průměrné nominální měsíční mzdy fyzických osob v nepodnikatelské sféře za předminulý kalendářní rok, plat se proto automaticky přizpůsoboval vývoji ostatních platů v nepodnikatelské sféře, pro roky 2011 až 2014 však byla platová základna „zmražena“ na přesně 51 731 Kč. Od roku 2015 se opětovně odvíjí od průměrné mzdy v nepodnikatelské sféře, přičemž se postupně zvyšuje, od 2,25násobku v roce 2015 až zpět na konečný 2,75násobek od roku 2019. Její konkrétní výše je každoročně vyhlašována Ministerstvem práce a sociálních věcí na základě zveřejněných údajů Českého statistického úřadu. Platový koeficient pak činí u obyčejného poslance 1,08, proto tento základní plat v roce 2015 činí 61 tisíc Kč. Takový však pobírá jen menšina poslanců, protože platový koeficient se významně zvyšuje všem předsedům i místopředsedům sněmovních výborů, podvýborů, poslaneckých klubů, komisí a delegací, stejně jako místopředsedům a předsedovi Poslanecké sněmovny. Například koeficient předsedy podvýboru činí 1,3, předsedy výboru 1,52 a předsedy Poslanecké sněmovny 2,9.
Navíc do platu nejsou započítány náhrady výdajů a naturální plnění, které jsou např. ve srovnání se soudci poměrně hojné. Každému poslanci jsou totiž vypláceny měsíční paušály na reprezentaci ve výši 16 % platové základny, paušály na dopravu ve výši 40–60 % platové základny (podle vzdálenosti místa bydliště od Prahy) a prokázané výdaje na asistenta až do výše 25 % platové základny. Kromě toho jsou jim např. hrazeny výdaje na ubytování a stravování při zahraničních i tuzemských cestách. Co se týče naturálních plnění, pak každému poslanci náleží zdarma ubytování v Praze, pokud zde nemá trvalé bydliště, a přiměřeně vybavená kancelář v jeho volebním kraji. Předsedům výborů, poslaneckých klubů a delegací navíc náleží služební auto bez řidiče, předsedkyni i místopředsedům Poslanecké sněmovny služební auto s řidičem a také služební byt. Vzhledem k tomu nejnižší možný příjem poslance v roce 2011 sice činil 84 tisíc Kč, ovšem průměrné celkové měsíční výdaje na jednoho poslance i bez pojištění byly ve výši už 220 tisíc Kč.[zdroj?]
Tento stav navrhl v květnu 2011 změnit poslanec Pavel Suchánek (ODS), který v tom navázal na předchozí snahy bývalého předsedy Poslanecké sněmovny Miloslava Vlčka (ČSSD) a senátora Jaroslava Kubery (ODS). Podle jeho návrhu mohl být schválen jednodušší zákon a poslanci by tak sice pravděpodobně pobírali plat ve výši až 230 tisíc Kč měsíčně, ovšem již by neměli nárok na žádné další náhrady, takže by šlo o definitivní částku jejich měsíčního příjmu. Ke změně ale v daném volebním období nedošlo.

## Poslanci Evropského parlamentu
Europoslanci zasedají v Evropském parlamentu. Původně byli nepřímo vybíráni jednotlivými členskými státy EU, od roku 1979 jsou ale voleni přímo občany. Volby se konají pravidelně každých pět let a v každé zemi se používá jiný volební systém. Počet poslanců je určen pro každou členskou zemi Evropské unie podle principu degresivní proporcionality, takže menší země mají o něco více poslanců, než by zcela odpovídalo jejich velikosti.
Poslanci Evropského parlamentu se podle svého politického zaměření sdružují v frakcích. Kromě práce v rámci své frakce mají i individuální právo předkládat návrhy nebo právo interpelace. Jeden týden v měsíci zasedají ve Štrasburku, zbylé tři týdny v Bruselu.